# فرانك تونسن
فرانك تونسن (بالنرويجية البوكمول: Frank Tønnesen)‏ هو لاعب كرة قدم نرويجي في مركز الدفاع، ولد في 3 يناير 1973. شارك مع منتخب النرويج تحت 21 سنة لكرة القدم. أما مع النوادي، فقد لعب مع نادي ستارت.

## وصلات خارجية
- فرانك تونسن على موقع اتحاد النرويج (النرويجية)
- فرانك تونسن على موقع اتحاد النرويج (النرويجية)